# 東京電機大学の人物一覧
東京電機大学の人物一覧（とうきょうでんきだいがくのじんぶついちらん）は東京電機大学に関係する人物の一覧記事。

## 著名な教職員
- 廣田精一 - 電機学校創立者　オーム社設立者　神戸高等工業学校初代校長
- 丹羽保次郎 - 初代学長、 NE式ファックスの発明者、日本の十大発明家
- 瀬藤象二 - 電気工学者、電気学会会長、日本電子顕微鏡学会会長
- 岡村総吾 - 低レベル信号を検出する高感度検波方式「岡村の方式」の発明者、紫綬褒章受章、勲二等旭日重光章受章、文化功労者、大川賞
- 穂坂衛 - 鉄道では世界初といわれるオンライン座席予約システム「みどりの窓口」を開発。元情報処理学会会長
- 一松信 - 多変数関数論、数値解析、計算機科学のリーダー的な研究者。日本数学検定協会名誉会長
- 安田寿明 - 東京電機大学研究職、日本のパソコン普及をリード
- 原島文雄 - 東京大学名誉教授、首都大学東京学長
- 当麻喜弘 - 東京工業大学名誉教授。元東京電機大学学長。元日本信頼性学会会長。紫綬褒章受章
- 射場本忠彦 - 第10代東京電機大学学長。第82期空気調和・衛生工学会会長。元国際エネルギー機関蓄熱実施協定執行委員会日本代表
- 古田勝久 - 理工学部教授、Furuta Pendulumの発明者、東京工業大学名誉教授、ヘルシンキ工科大学名誉博士、タリン工科大学名誉博士、ロシア科学アカデミー名誉博士、IEEE CSS Distinguished Member Award、IEEE Third Millennium Medal Award
- 安田浩 - 未来科学部教授、東京大学名誉教授、エミー賞受賞、紫綬褒章受章
- 安田進 - 地盤工学者。東京電機大学理工学部教授。土木学会特別上級技術者
- 石村多門 - 理工学部教授。専攻は日本史学、倫理学、哲学
- 小田垣孝 - 科学教育総合研究所株式会社代表取締役。元理工学部教授
- カール・ヨハン・オストロム - 制御理論の研究者、ルンド工科大学名誉教授、IEEE Medal of Honor受賞、スウェーデン王立工学アカデミーメンバー、スウェーデン科学アカデミーメンバー
- 八木澤壯一 - 名誉教授、一般社団法人火葬研元会長

## 出身者

### 研究者・学者
- 新家憲 - 専修大学北海道短期大学元学長
- 岩下光男 - 元北海道東海大学学長補佐
- 植村八潮 - 専修大学教授・元東京電機大出版局長
- 幾島賢治 - 家庭用燃料電池およびGas to Liquid 燃料の研究者
- 小谷誠 - 元東京電機大学学長、元日本生体磁気学会会長、元日本生体医工学会副会長、元カシオ計算機取締役、元理研計器監査役
- 清水康夫 - 本田技術研究所主任研究員、電動パワーステアリング（EPS）の発明者，市村産業賞本賞受賞、紫綬褒章受章
- 大島徹 - 富山県立大学教授。福祉工学、ロボット工学、二関節筋
- 山野井昇 - 東京大学大学院医学系研究科助手、マイナスイオンの研究家
- 積田洋 - 建築学者、建築家

### 政治・行政
- 飯島勲 - 内閣官房参与、長野県県政参与（短期大学）
- 礒﨑哲史 - 参議院議員
- 大久保博 - 元千葉県市川市長（中退）
- 小美濃安弘 - 東京都武蔵野市長
- 長崎信行 - 岡山県備前市長
- 加藤万吉 - 元参議院議員
- 春日正一 - 元参議院議員
- 竹内勝彦 - 元衆議院議員
- 守屋輝彦 - 元神奈川県小田原市長
- 島田健一 - 元東京都交通局長、元東京ビッグサイト社長、元東京テレポートセンター社長
- 片山武夫 - 昭和期の労働運動家
- 谷村貞治 - 谷村学院高等学校（現・花巻東高等学校）創立者

### 経済
- 樫尾俊雄 - カシオ計算機創業者、樫尾四兄弟の次男
- 横河一郎 - 横河電機創業者・初代社長、電気計器技術者
- 福田孝 - フクダ電子創業者、紫綬褒章受章
- 戸上信文 - 戸上電機製作所創業者、日本タングステン創業者
- 古川利彦 - ソディック創業者、旭日小綬章受章
- 内田鐡衛 - 株式会社コロナ創業者
- 野澤宏 - 富士ソフト創業者・会長
- 神山治貴 - マクニカ創業者、マクニカホールディングス名誉会長
- 渡辺浩二 - 中央化学創業者、勲四等瑞宝章受賞
- 加藤修一 - ケーズホールディングス名誉会長、日本電気大型店協会元副会長
- 高橋誠一 - 三光ソフランホールディングス創業者、メディカル・ケア・サービス創業者
- 手島透 - スタンレー電気代表取締役元社長、紫綬褒章受章
- 鈴木孝夫 - SECエレベーター創業者・会長
- 尾崎憲一 - ベッコアメ・インターネット創業者
- 石川明 - 米テキサス・インスツルメンツ元上席副社長、日本テキサス・インスツルメンツ元社長
- 鈴木義伯 - 日本郵便元専務執行役員、東京証券取引所常務取締役元最高情報責任者
- 平野聡 - トプコン代表取締役会長、JVCケンウッド社外取締役
- 鯉沼久史 - コーエーテクモゲームス代表取締役社長兼COO、コーエーテクモHD代表取締役社長執行役員CEO
- 荒川亨 - ACCESS創業者
- 山保太郎 - 三井鉱山（現・日本コークス工業）元社長
- 沼野恵一 - 相模鉄道元社長

### 文学
- 新田次郎 - 直木賞作家・電機学校卒（無線電信講習所卒後に入学）
- 熊谷達也 - 直木賞作家、山本周五郎賞、新田次郎文学賞作家
- 中村勝行 - 時代小説大賞作家、脚本家（実兄は俳優の中村敦夫）
- 八木佐吉 - 昭和期の出版人、作家。代表作「書物往来」など
- 小島達矢 - 新潮エンターテインメント大賞作家
- 大木実 - 詩人、現代詩人賞（中退）

### 芸術・アート
- 円谷英二 - 特撮映画監督（ゴジラ・ウルトラマン）、元円谷プロダクション社長・電機学校卒
- 西尾昇 - 録音技師・電機学校卒
- 築地米三郎 - 撮影監督、特技監督、宇宙怪獣ガメラ（オリジナル撮影）、コメットさん（特殊撮影）、光速エスパー（特殊技術）、魔神バンダー（特技監督）
- 唐澤一路 - 映画プロデューサー、俳優
- 武政英策 - 作曲家、『南国土佐を後にして』作詞作曲者、電機学校卒
- 上杉洋史 - 作曲家
- 森正樹 - 作曲家、タイトーサウンドチーム「ZUNTATA」メンバー
- 後藤寿庵 - 漫画家、代表作「アリシア・Y」、「シャーリィ・ホームズ 」など
- 青木ハヤト - 漫画家（中退）
- 浦嶋嶺至 - 漫画家
- 高橋啓治郎 - Unityエバンジェリスト
- カントク - イラストレーター、グラフィッカー、原画家
- 溝口ケージ - イラストレーター

### ゲーム
- 西角友宏 - インベーダーゲーム開発者、タイトーアミューズメント開発部アドバイザー
- ZUN（ずん） - 東方Project開発者、上海アリス幻樂団主宰
- 長島朗 - ゲームプロデューサー

### 芸能
- ジョン・ムウェテ・ムルアカ - 鈴木宗男元衆議院議員秘書。タレント・格闘家
- 関山耕司 - 俳優、電機学校卒
- 高林昌伸 - 俳優
- 岡崎晴夫 - 日活大将軍撮影所の時代劇を中心に活躍した名脇役
- トニー谷 - ボードビリアン
- 三升家小勝 (6代目) - 落語家、電機学校卒
- 前田知洋 - マジシャン、日本奇術協会クロースアップ委員長
- 髙山基彦 - アナウンサー
- 柳沼慎一 - 元秋田放送アナウンサー
- 片岡政義 - テレビプロデューサー
- リトル清原 - ものまねタレント
- ルシファー吉岡 - お笑いタレント
- 小田島沙知 - お笑いタレント
- しんぷる内藤 - お笑いタレント
- 山本かおり - シンガーソングライター、NHK教育テレビ 高校講座「物理」元アシスタント出演
- 塚田三喜夫 - 「五月のバラ」などヒット曲多数、歌手・ミュージカル、付属高校出身
- 秋間経夫 - ミュージシャン
- 麻生けんたろう - ラジオDJ、司会者

### スポーツ
- 井上亘 - 新日本プロレス プロレスラー・工学部卒
- 笠原昌春 - 日本野球機構審判員・理工学部卒
- 飯野嘉則 - 自転車競技ロードレース選手（現在shimanoレーシング所属）・工学部卒
- 新井大輝 - ラリードライバー、JRC最高峰クラスJN1のチャンピオン

### ジャーナリズム・マスコミ
- 小牧雅伸 - 編集者、ライター
- 柾虎 - HIP HOP/ストリートカルチャーに関するジャーナリスト

### その他
- 原全教 - 登山家
- 元田庄一 - 発明家

### 架空の人物
- 岡部倫太郎 - 「STEINS;GATE」メインキャラクター、　メディア：Xbox,アニメ他、　開発元・制作元：5pb，未来ガジェット研究所
- 橋田至 - 「STEINS;GATE」メインキャラクター、　メディア：Xbox,アニメ他、　開発元・制作元：5pb，未来ガジェット研究所